# Liste des pièces de collection slovènes en euro
 (décembre 2024).

Pièce slovène en euro

Une pièce de collection slovène en euro est une pièce de monnaie libellée en euro et émise par la Slovénie mais qui n'est pas destinée à circuler. Elle est principalement destinée aux collectionneurs.

## Émissions de 2008
| Description                                          | Valeur nominale             | Diamètre | Poids | Frappe                     | Atelier monétaire           |
| ---------------------------------------------------- | --------------------------- | -------- | ----- | -------------------------- | --------------------------- |
| Présidence de l'Union Européenne                     | 3 euros bimétallique (CuNi) | 32 mm    | 15 g  | 500 000 en BU, 2 000 en BE | Royal Dutch Mint (Pays-Bas) |
| Présidence de l'Union Européenne                     | 30 euros argent (925/1000)  | 32 mm    | 15 g  | 5 000                      | Royal Dutch Mint (Pays-Bas) |
| Présidence de l'Union Européenne                     | 100 euros or (900/1000)     | 24 mm    | 7 g   | 2 000                      | Royal Dutch Mint (Pays-Bas) |
| 250e anniversaire de la naissance de Valentin Vodnik | 30 euros argent (925/1000)  | 32 mm    | 15 g  | 5 000                      | Royal Dutch Mint (Pays-Bas) |
| 250e anniversaire de la naissance de Valentin Vodnik | 100 euros or (900/1000)     | 24 mm    | 7 g   | 2 000                      | Royal Dutch Mint (Pays-Bas) |

## Émissions de 2009
| Description                                           | Valeur nominale             | Diamètre | Poids | Frappe  | Atelier monétaire           |
| ----------------------------------------------------- | --------------------------- | -------- | ----- | ------- | --------------------------- |
| 100e anniversaire du premier vol motorisé en Slovénie | 3 euros bimétallique (CuNi) | 32 mm    | 15 g  | 300 000 | Royal Dutch Mint (Pays-Bas) |
| 100e anniversaire du premier vol motorisé en Slovénie | 30 euros argent (925/1000)  | 32 mm    | 15 g  | 8 000   | Royal Dutch Mint (Pays-Bas) |
| 100e anniversaire du premier vol motorisé en Slovénie | 100 euros or (900/1000)     | 24 mm    | 7 g   | 6 000   | Royal Dutch Mint (Pays-Bas) |
| 100e anniversaire de la naissance de Zoran Mušič      | 30 euros argent (925/1000)  | 32 mm    | 15 g  | 8 000   | Royal Dutch Mint (Pays-Bas) |
| 100e anniversaire de la naissance de Zoran Mušič      | 100 euros or (900/1000)     | 24 mm    | 7 g   | 6 000   | Royal Dutch Mint (Pays-Bas) |

## Émissions postérieures
| Année | Description                                                                | Valeur nominale            | Frappe              | Atelier monétaire | Notes |
| ----- | -------------------------------------------------------------------------- | -------------------------- | ------------------- | ----------------- | ----- |
| 2012  | Pièce commémorative des 10 ans de l'euro                                   | 2 euros                    | 500 000 exemplaires | Royal Dutch Mint  | [ 2 ] |
| 2018  | 50ème anniversaire de la première base scientifique slovène en Antarctique | 3 euros                    | 100 000 exemplaires | Royal Dutch Mint  | [ 3 ] |
| 2021  | 30e anniversaire de l'indépendance slovène                                 | 100 euros or               | 3 000 exemplaires   | Royal Dutch Mint  | [ 4 ] |
| 2023  | 200e anniversaire de la naissance de France Prešeren                       | 30 euros argent (925/1000) | 7 000 exemplaires   | Royal Dutch Mint  | [ 5 ] |
| 2024  | 20e anniversaire de l'adhésion de la Slovénie à l'UE                       | 2 euros                    | 550 000 exemplaires | Royal Dutch Mint  | [ 6 ] |